# Richard Henry Beddome
Richard Henry Beddome, född 11 maj 1830, död 23 februari 1911, var en brittisk officer i Indien och naturvetare.

## Biografi
Richard Henry Beddome var son till Richard Boswell Beddome. Han tog värvning i armén i Indien 1848. 1857 blev han assisterande konservator av skogen i presidentskapet Madras och 1860 blev han chefskonservator och förblev det till 1882.  Han var särskilt intresserad av olika slags reptiler och växter.
Beddome har publicerat flera böcker, bland annat Handbook to the Ferns of British India, Ceylon and the Malay Peninsula. 
Auktorsnamnet Bedd. kan användas för Richard Henry Beddome i samband med ett vetenskapligt namn inom botaniken; se Wikipediaartiklar som länkar till auktorsnamnet.

### Webbkällor
- ”Col. Richard Henry Beddome”. https://web.archive.org/web/20160913214508/http://gwydir.demon.co.uk/jo/genealogy/beddome/richardhenry.htm. Läst 12 maj 2016.